# Сексуальное насилие во время нападения на Израиль 7 октября
Во время внезапного нападения ХАМАС на Израиль 7 октября 2023 года израильские женщины и девочки подверглись массовым изнасилованиям, нападениям и увечьям со стороны террористов ХАМАС. В соответствии с Римским статутом, которым руководствуется Международный уголовный суд (МУС), ХАМАС и его боевики были обвинены в совершении актов сексуализированного насилия, военных преступлений и преступлений против человечества.
Обвинения со стороны Израиля были подтверждены пленными боевиками ХАМАС, а также рядом независимых расследований, включая газету The New York Times и специального представителя ООН по вопросам сексуального насилия в конфликтах в ранге заместителя Генерального секретаря ООН Прамилы Паттен.
ООН и правозащитные группы подверглись критике за слабую и запоздалую реакцию на эти события. Генеральный секретарь ООН Антониу Гутерриш отказался внести ХАМАС в «чёрный список» организаторов сексуализированного насилия.

## Предыстория

### История сексуализированного насилия в войнах
История сексуализированного насилия во время вооружённых конфликтов восходит к древним временам. Изнасилование использовалось в качестве стратегического инструмента для внушения страха, деморализации сообществ и утверждения доминирования. Лишь в XX веке международное сообщество начало признавать и рассматривать изнасилование во время войны как преступление, наказуемое по закону. Ключевую роль в этом сыграла учёная-феминистка-правовед Кэтрин Маккиннон, подчеркнув серьёзное нарушение человеческих прав женщины при изнасилованиях во время войны.

### Международное право
Женевские конвенции 1949 года, набор международных договоров, содержат положения, направленные на защиту человеческого достоинства во время вооружённых конфликтов. Четвёртая Женевская конвенция в своем втором параграфе статьи 27 подчёркивает особую защиту женщин, особенно от таких преступлений, как изнасилование и непристойное нападение. В немеждународных вооружённых конфликтах Дополнительный протокол II 1977 года в статье 4(2)(e) запрещает «любую форму непристойного нападения» в любое время и в любом месте.
Римский статут 2002 года, учреждённый Международным уголовным судом (МУС), предполагает судебное преследование за наиболее тяжкие международные преступления, а также искоренение безнаказанности. Он стал первым инструментом международного уголовного права, признавшим сексуализированное насилие, включая изнасилование и сексуальное рабство отдельными военными преступлениями.

## Ход событий
Нападения ХАМАСа на израильские общины 7 октября 2023 года, в результате которых были убиты 1200 человек (в том числе 800 гражданских, включая 38 детей) были отмечены сексуализированным насилием. Террористы ХАМАС проникли в израильские города и посёлки, где, как сообщается, пытали и насиловали женщин и девочек всех возрастов и некоторых мужчин. Потери 7 октября были беспрецедентными в истории Израиля. Этот день был описан как самый кровавый день для евреев со времён Холокоста. Это была третья по числу жертв террористическая атака в человеческой истории (после атаки 11 сентября 2001 года в США и резни ИГ в Тикрите в 2014 году) и первая по числу жертв относительно населения страны.
252 человека, включая пожилых людей, женщин и детей, были захвачены в заложники и похищены в Сектор Газа. Заложники также подверглись сексуальному и другому физическому насилию.

### Изнасилования в Беэри

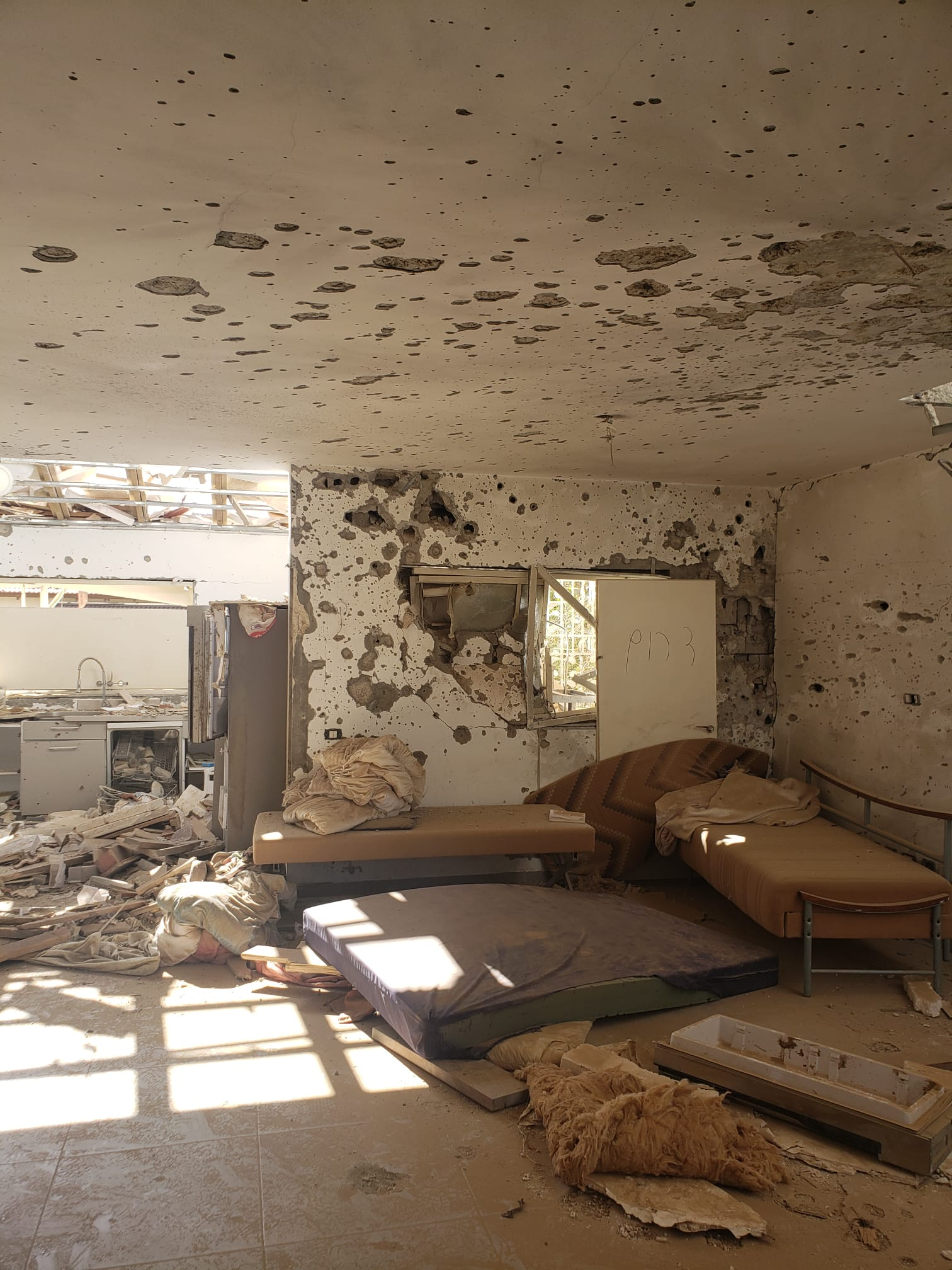
Беэри после резни 7 октября

Фельдшер из 669-го специального спасательного отряда сказал, что раньше он бывал на многих местах с ранеными, но насилие 7 октября превосходило всё, что он когда-либо видел. В кибуце Беэри он обошел дом за домом в поисках кого-нибудь, кто ещё остался в живых после кровавой бойни, и нашёл в спальне тела двух девочек-подростков. Он сказал, что не сомневается, что одну из девочек-подростков изнасиловали, но не знает, умерла ли она перед насилием или после. В отчете о нападении на Беэри, опубликованном агентством Рейтер, было указано, что несколько убитых израильских женщин были найдены без одежды или со спущенными до щиколоток брюками.

### Изнасилования на фестивале Нова
Ещё одно заявление было получено от женщины, которая 7 октября стала свидетельницей нападения на фестиваль Нова из своего укрытия. Она сказала: «Они нагнули кого-то, и я поняла, что он её насиловал, а затем передал её кому-то другому. […] Я помню, как видела, как другой человек насиловал её, и, пока он все ещё был внутри неё, он выстрелил в неё». Выжившая рассказала комиссии Кнессета свои показания, в которых она отметила, что видела обнаженных девушек, изрезанные тела и изнасилованных девочек, чьи тазовые кости были сломаны из-за жестокого обращения. Другой выживший рассказал The Times 2 декабря 2023 года: «Они поймали молодую женщину возле машины, и она сопротивлялась, не позволяя им раздеть её. Они бросили её на землю, а один из террористов взял лопату и обезглавил, она и её голова катились по земле. Я тоже вижу эту голову». 23 июля 2024 года телеканал «Кешет-12» показал интервью с мужчиной, посетителем фестиваля, рассказавшим о том, как он подвергся 7 октября групповому изнасилованию боевиками.

### База Шура
Армейская резервистка Шари Мендес рассказала в Организации Объединённых Наций, что её команда обнаружила на базе Шура женщин-солдат, которым стреляли во влагалище или грудь, и сообщила, что, по всей видимости, террористы ХАМАСа систематически наносили увечья половым органам. Она также заявила, что они нашли обезглавленные тела и тела с отсутствующими конечностями, а также тела, лица которых были изуродованы, и расстреляны несколько раз, даже после смерти. По словам Шари Мендес, тела были найдены одетыми только в очень окровавленное нижнее белье.

## Расследования
После нападений был проведён ряд расследований как со стороны израильских официальных органов и экспертов, так и со стороны независимых журналистов и специальной миссии ООН.

### Израильские расследования
Израильская полиция начала собирать доказательства и показания свидетелей, а также допрашивать захваченных террористов ХАМАС. Работая в сотрудничестве с военными и Шабак (службой внутренней безопасности), полиция начала комплексное расследование сексуализированного насилия, совершённого в тот день, чему препятствовала высокая сложность сбора вещественных доказательств в зоне боевых действий. Власти получили видеодоказательства, фотографии тел жертв и показания самих террористов, подтверждающие показания свидетелей сексуализированного насилия. Выжившие, свидетели, сотрудники служб быстрого реагирования и военнослужащие предоставили наглядные отчёты о сексуализированном насилии, совершённом террористами ХАМАС. Эти сообщения включают случаи изнасилования и нанесения увечий. Показания свидетелей создают полную картину масштаба и жестокости этих действий. Официальный представитель полицейского спецподразделения по расследованию особо тяжких преступлений «Лахав 433» сообщил Кнессету, что было собрано 1500 показаний.
Шелли Харуш, офицер полиции, ведущая расследование, рассказала Times 2 декабря 2023 года: «преступления сексуального характера были частью плана, и цель заключалась в том, чтобы запугать и унизить людей». Продемонстрированные на брифинге израильской военной разведки арабско-ивритские разговорники, заранее выданные террористам и использованные ими 7 октября, включали в себя такие фразы, как «снимай штаны», «снимай одежду», «женщины сюда», «подними руки и раздвинь ноги».
Профессор Тель-Авивского университета Тамар Херциг отметила, что террористы на видео обсуждали планы изнасилования конкретных девушек. Она также отметила, что боевиков видели «выставляющими напоказ жертв изнасилования» с сорванной одеждой и кровью между ног. Херциг рассказала, что у выживших, доставленных в израильские центры неотложной помощи, были взяты показания, и что в течение следующих нескольких недель судебно-медицинские данные по телам жертв женского пола показали, что они были изнасилованы, иногда настолько жестоко, что у них были сломаны ноги и кости таза. Выжившие также рассказали о случаях группового изнасилования и отрубания женщинам груди. Члены спасательной команды засвидетельствовали калечащие операции на половых органах убитых девочек, которые были найдены раздетыми догола и залитыми кровью и спермой в собственных спальнях.
Капитан ЦАХАЛа и член судебно-медицинской группы рассказала, что она обнаружила несколько тел с признаками сексуального насилия. Она отметила: «Я могу сказать, что видела много признаков насилия в [генитальной области] […] Мы видели сломанные ноги, сломанные тазовые кости, окровавленное нижнее белье». Ина Куббе, учёная, специализирующаяся на гендере и конфликтах, работающая в Тель-Авивском университете, сказала, что эти признаки связаны с сексуальным насилием. Она также подчеркнула необходимость проведения судебно-медицинской экспертизы для официального установления факта изнасилования Учёные-правоведы и эксперты по международному праву провели расследования, собрав существенные доказательства преступлений против человечества и военных преступлений. ХАМАС был обвинён в использовании изнасилования в качестве оружия войны. Шари Мендес, ещё один резервист ЦАХАЛа, дислоцированный в морге Шура, дала аналогичные показания, основанные на непосредственных наблюдениях за умершим. Эта информация была передана в виде записанного видео, которое было проверено ЦАХАЛом.
Кохав Элькаям-Леви, израильский учёный-юрист, назначенный 7 октября главой комиссии по расследованию преступлений сексуального насилия, подтвердил, что ХАМАС использовал сексуальное насилие в качестве оружия, чтобы нанести ущерб морали Израиля. Правовед Рут Гальперин-Каддари, член Комитета ООН по ликвидации дискриминации в отношении женщин с 2006 по 2018 год, заявила BBC, что множество похожих ситуаций в один день в разных местах не оставило у неё «никаких сомнений», что имело место «преднамеренное использование сексуального насилия в качестве орудия войны», и назвала свой отчет «Проект „Дина“» (The Dinah Project) в память о первом зафиксированном в истории изнасиловании еврейской девочки — дочери праотца Иакова.

### Признания боевиков ХАМАС
Израильские службы безопасности опубликовали видеозапись допроса семи террористов ХАМАСа, захвачённых после нападения 7 октября. На видео террористы говорят, что им приказали совершать зверства против мирного населения Израиля, включая раздавливание голов и отрубание конечностей. Они также рассказали, что им приказали насиловать трупы. Боевик по имени Манар Махмуд Мухаммед Касем описал изнасилование им женщины в кибуце. Двое других террористов, Джамал Хусейн Ахмад Ради и его сын Абдулла, описали изнасилование ими других изральтянок. По словам Абдуллы Ради, «отец изнасиловал её, потом я, потом мой двоюродный брат, а потом мы ушли, но мой отец убил женщину после того, как мы закончили её насиловать. До этой женщины мы изнасиловали еще одну девушку, я убил двух человек, я изнасиловал двух человек».

### Расследование New York Times
Газета New York Times провела в течение двух месяцев собственное расследование событий. Опираясь на видеозаписи, фотографии, данные GPS с мобильных телефонов и интервью с более чем 150 людьми, включая свидетелей, медицинский персонал, солдат и специалистов-консультантов, газета установила не менее семи мест, где израильские женщины и девочки, по всей видимости, подвергались сексуализированному насилию или увечьям. Расследование отметило, что эти нападения на женщин были «не изолированными событиями».

### Расследование Прамилы Паттен

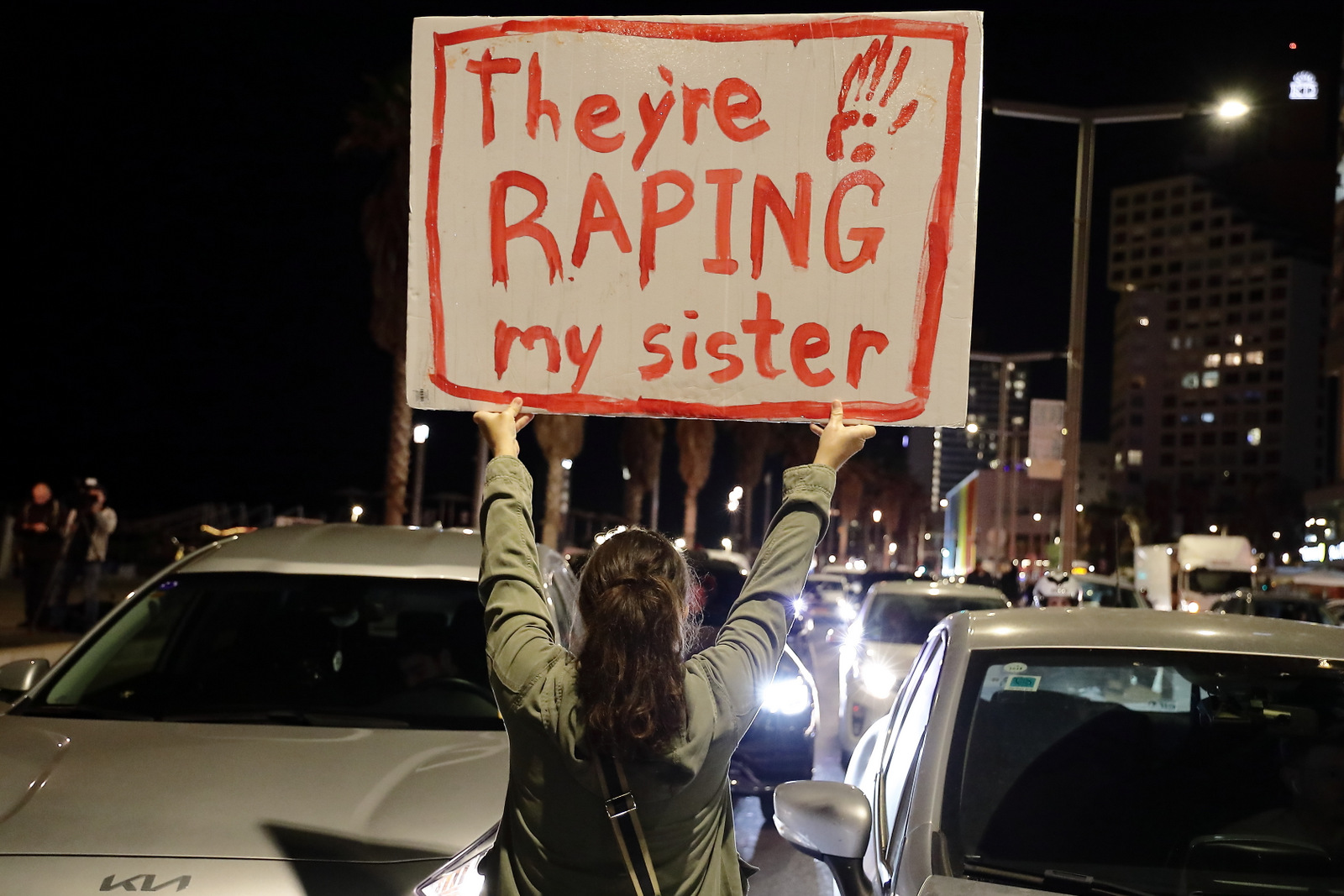
Израильская демонстрантка с плакатом на английском языке «Они насилуют мою сестру»

4 марта 2024 года Прамила Паттен, специальный представитель ООН по вопросам сексуального насилия в конфликтах, представила результаты исследования, выполненного группой экспертов под её руководством. Работа миссии, состоящей из спецпредставителя и девяти экспертов, включала в себя 33 встречи с израильскими гражданами, анализ более 50 часов видеоматериалов и 5000 фотографий. Итоговый отчёт указывает на наличие «чёткой и достоверной» информации о систематическом применении изнасилований и сексуализированных пыток в отношении израильских женщин. Согласно отчёту, в ряде районов на периферии Газы были зафиксированы случаи изнасилований и групповых изнасилований боевиками захваченных женщин, а также калечащие операции на половых органах, пытки сексуального характера и жестокое, бесчеловечное, унижающее обращение. Эксперты отметили, что удерживаемые в Газе заложники также могут подвергаться аналогичному обращению.
Паттен рассказала на пресс-конференции, что после просмотра видеозаписей 7 октября она несколько дней не могла спать. Она заявила, что мир не может даже представить всего масштаба трагедии.

## Резонанс
Международная реакция на теракты 7 октября и сексуальное насилие, совершенное ХАМАСом, была разнообразной: некоторые организации и отдельные лица открыто отрицали или отказывались признавать эти зверства.

### ООН и правозащитные группы

#### Первоначальная реакция
Организация Объединенных Наций, и в особенности Комитет ООН по ликвидации дискриминации в отношении женщин (CEDAW), подверглись критике за неспособность осудить массовое изнасилование израильских женщин, несмотря на то, что им были представлены доказательства и свидетельские показания. Структура «ООН-женщины» кратко осудила ХАМАС в своём сообщении, но вскоре удалила его. Арабские и палестинские женские организации осудили сексуализированное насилие без упоминания израильтянок и без упоминания ХАМАС, чьи боевики их насиловали; одновременно они призвали израильских женщин «проявить смелость и выступить против всех нарушений прав человека».

#### Критика и призывы к действию
Израильская правозащитная группа «Врачи за права человека – Израиль» призвала Международный уголовный суд принять меры.
Отсутствие немедленного осуждения и срочных действий по защите жертв вызвали обеспокоенность по поводу эффективности международных органов в борьбе с такими злодеяниями. Израиль осудил ООН за неадекватную реакцию. Первая леди Израиля Михаль Герцог назвала реакцию международных организаций, таких как «ООН-женщины», «немыслимым и непростительным молчанием». Еврейские и израильские СМИ и правозащитные организации раскритиковали структуру «ООН-женщины» и движение #MeToo, заявив, что они не осуждают насилие в отношении женщин, имевшее место во время нападения 7 октября. В связи с бездействием структуры «ООН-женщины» активисты из США и Израиля создали лозунг «#MeToo, если ты не еврей». Израильский профессор права Кочав Элькаям Леви рассказала The New York Times, что в ноябре она направила в «ООН-женщины» письмо, подписанное десятками ученых, в котором содержится призыв к осуждению сексуального насилия во время нападения; она сказала, что не получила ответа. Двухпартийная группа, состоящая из более чем 80 членов Конгресса США, заявила, что реакция структуры «ООН-женщины» была «крайне неудовлетворительной и соответствовала давней предвзятости ООН в отношении Израиля».
25 ноября в Париже группа из около 200 протестующих попыталась присоединиться к маршу Международного дня борьбы за ликвидацию насилия в отношении женщин. Некоторые несли израильские флаги и плакаты, «осуждающие оглушительное молчание феминистских групп». Пропалестинские активисты «фактически запретили группе присоединиться к маршу»; организаторы марша позже опубликовали заявление, в котором выражают «недвусмысленное осуждение сексуальных и сексистских преступлений, изнасилований и убийств женщин, совершенных ХАМАСом». 1 декабря структура «ООН-женщины» заявила: «Мы безоговорочно осуждаем жестокие нападения ХАМАС на Израиль 7 октября». Израильский политик Захава Гальон раскритиковала организацию, написав, что «осуждение систематических изнасилований не должно быть трудным моральным испытанием, однако женской организации ООН потребовалось почти два месяца… чтобы вынести бледное осуждение. Это не потеря пути, это согласие жить с изнасилованием и пытками как законными средствами войны. Это отказ от женщин. Не только евреев. Психопаты по всему миру учатся в наши дни. Они вернутся, в другом месте, к другим женщинам, по другим причинам». 4 декабря правозащитные организации, в том числе еврейские, а также их сторонники, провели акцию протеста перед штаб-квартирой ООН в Нью-Йорке. Некоторые из них были одеты только в нижнее белье и с размазанной по телам синтетической кровью. Бывший депутат Кэролин Мэлони заявила: «Мы здесь поддерживаем израильских женщин, которые были жестоко изнасилованы. Они заслуживают поддержки других женщин. Любое другое нападение на женщин будет рассматриваться как преступление».

#### Отсутствие мер со стороны ООН
Несмотря на доклад, Генеральный секретарь ООН Антониу Гутерриш воздержался от внесения ХАМАС в чёрный список организаторов сексуализированного насилия, вместо этого призвав «расследовать сексуальное насилие в отношении палестинских заключенных в израильских тюрьмах». При этом в чёрный список ООН, состоящий из организаций, прибегающих к сексуализированному насилию, вошли группировки, действующие в ЦАР, Конго, Ираке, Сирии, Сомали, Мали, Гаити, Нигерии, Судане — но только не ХАМАС. Решение вызвало резкую критику со стороны Израиля. В знак протеста против бездействия ООН Израиль отозвал своего посла в ООН Гилада Эрдана для консультаций.

### Международный резонанс
Президент США Джо Байден незамедлительно осудил ХАМАС, заявив, что действия группировки были «чистым, неподдельным злом». В своей речи 10 октября Байден сказал: «Младенцы убиты, целые семьи убиты, молодые люди убиты, женщины изнасилованы, подвергнуты нападениям, выставлены напоказ в качестве трофеев». Бывший министр иностранных дел США Хиллари Клинтон осудила использование изнасилований на войне как преступление против человечности. Бывший главный операционный директор Facebook Шерил Сэндберг, основатель Lean In, группы по защите прав и продвижения женщин, также осудила изнасилование как преступление против человечности и назвала молчание ООН опасным, назвав изнасилование женщин со стороны ХАМАС орудием войны. 4 декабря 2023 года официальный представитель Госдепартамента США Мэтью Миллер, отвечая на вопрос, почему при осуждении зверств ХАМАС его ведомство не использовало слов «изнасилование» и «сексуализированное насилие», подтвердил, что изнасилования имели место и у Госдепа нет никаких оснований сомневаться в этих сообщениях. Он также выразил обеспокоенность тем, что ХАМАС продолжает удерживать женщин и детей в качестве заложников потому, что «они не хотят, чтобы эти женщины могли говорить о том, что с ними произошло во время их пребывания под стражей». 4 сентября 2024 года Генеральный прокурор США в рамках уголовного обвинения в отношении шести лидеров ХАМАС подчеркнул в обвинительном заключении, что 7 октября боевики «использовали в качестве оружия сексуальное насилие против женщин, в том числе насиловали и калечили гениталии».
Послы Мальты, Испании и Панамы в Израиле осудили действия ХАМАС на заседании Кнессета 27 ноября 2023 года. Посол Канады с горечью отметил тихую реакцию в его стране на действия против израильских женщин и обещал больше говорить об этом.
Во Франции министр гендерного равенства Беранжер Куйяр раскритиковала французские организации по защите прав женщин, отметив: «не выбирают, какое насилие [осудить], по национальному признаку или типу конфликта», и предупредила, что их государственное финансирование зависит от уважения ими «универсальных ценностей». Организаторы марша в Париже 25 ноября, на котором присутствовало 80 000 человек, заявили: «недвусмысленное осуждение сексуальных и сексистских преступлений, изнасилований и убийств женщин, совершенных ХАМАС».
5 декабря Джо Байден призвал к глобальному осуждению сексуального насилия со стороны ХАМАС и назвал действия группировки ужасающими.
Габи Хинслифф из The Guardian раскритиковала медленную реакцию ООН, а также недоверие в Альбертском университете и в Интернете в целом, написав, что «когда начали всплывать истории о боевиках Исламского государства, насилующих и порабощающих езидских женщин, или когда ужасающие истории начали просачиваться от женщин в оккупированной Украине в прошлом году, я не помню, чтобы слишком много скептиков требовали видеодоказательств… Почему люди, которые, вероятно, с радостью осудили бы предполагаемого актёра-хищника или депутата, основываясь не более чем на слухах, по-видимому, изо всех сил пытаются поддерживать сомнения относительно сексуального поведения террориста, как будто это [осуждение] каким-то образом было бы предательством палестинского дела?».

### Отрицание сексуального насилия
Представители ХАМАСа, в том числе Басем Наим, отрицают использование сексуального насилия в качестве оружия войны, ссылаясь на исламские принципы, запрещающие любые сексуальные отношения вне брака.
Активистки-феминистки, такие как Саманта Пирсон, директор Центра по борьбе с сексуальным насилием при Альбертском университете, отрицали или ставили под сомнение правдивость обвинений в адрес ХАМАС. Университет уволил Пирсон за подписание письма, в котором подвергались сомнению сообщения об изнасилованиях. После критики газета Yale Daily News принесла извинения за публикацию редакционных заметок, в которых оспаривались заявления об изнасилованиях со стороны ХАМАС.

## В культуре
«Крики, а потом — тишина» — документальный фильм, снятый Шерил Сэндберг, американской предпринимальницей, ранее работавшей одной из директоров Meta (Facebook), где исследуется сексуальное насилие со стороны террористов во время вторжения ХАМАС, включая события резни на фестивале Нова и похищения израильтян в сектор Газа. Бесплатно выпущен на YouTube 26 апреля 2024 года.